# Campionati europei di atletica leggera indoor 2023 - 400 metri piani femminili
La gara dei 400 metri piani femminili ai campionati europei di atletica leggera indoor di Istanbul 2023 si è svolta il 3 e il 4 marzo 2023 presso l'Ataköy Athletics Arena.

## Podio
| Pos.    | Atleta            | Nazionalità |
| ------- | ----------------- | ----------- |
| Oro     | Femke Bol         | Paesi Bassi |
| Argento | Lieke Klaver      | Paesi Bassi |
| Bronzo  | Anna Kiełbasińska | Polonia     |

## Record
| Record                | Record                | Record | Record                 | Record           |
| --------------------- | --------------------- | ------ | ---------------------- | ---------------- |
| Record mondiale       | Femke Bol             | 49"26  | Apeldoorn, Paesi Bassi | 19 febbraio 2023 |
| Record europeo        | Femke Bol             | 49"26  | Apeldoorn, Paesi Bassi | 19 febbraio 2023 |
| Record dei campionati | Jarmila Kratochvílová | 49"59  | Milano, Italia         | 7 marzo 1982     |

## Programma
| Data    | Ora   | Turno      |
| ------- | ----- | ---------- |
| 3 marzo | 10:40 | Batterie   |
| 3 marzo | 19:55 | Semifinali |
| 4 marzo | 20:30 | Finale     |

## Risultati

### Batterie
Si qualificano alle semifinali le prime due classificate di ogni batteria (Q) e le ulteriori due atlete più veloci (q).
| Pos. | Batt. | Atleta             | Nazione            | Tempo   | Note                                     |
| ---- | ----- | ------------------ | ------------------ | ------- | ---------------------------------------- |
| 1    | 5     | Anna Kiełbasińska  | Polonia            | 51"77   | Q                                        |
| 2    | 5     | Tereza Petržilková | Rep. Ceca          | 52"14   | Q                                        |
| 3    | 5     | Helena Ponette     | Belgio             | 52"31   | q                                        |
| 4    | 4     | Susanne Gogl-Walli | Austria            | 52"34   | Q                                        |
| 5    | 2     | Femke Bol          | Paesi Bassi        | 52"35   | Q                                        |
| 6    | 4     | Sharlene Mawdsley  | Irlanda            | 52"59   | Q                                        |
| 7    | 3     | Lieke Klaver       | Paesi Bassi        | 52"72   | Q                                        |
| 8    | 1     | Lada Vondrová      | Rep. Ceca          | 52"77   | Q                                        |
| 9    | 4     | Gunta Vaičule      | Lettonia           | 52"85   | q                                        |
| 10   | 2     | Viivi Lehikoinen   | Finlandia          | 52"88   | Q                                        |
| 11   | 3     | Alice Mangione     | Italia             | 52"99   | Q                                        |
| 12   | 3     | Camille Laus       | Belgio             | 53"10   |                                          |
| 13   | 1     | Henriette Jæger    | Svizzera           | 53"27   | Q                                        |
| 14   | 4     | Raphaela Lukudo    | Italia             | 53"30   |                                          |
| 15   | 2     | Anna Polinari      | Italia             | 53"38   |                                          |
| 16   | 1     | Sophie Becker      | Irlanda            | 53"43   |                                          |
| 17   | 1     | Julia Niederberger | Svizzera           | 53"52   |                                          |
| 18   | 5     | Lisanne De Witte   | Paesi Bassi        | 53"61   |                                          |
| 19   | 3     | Eirini Vasileiou   | Grecia             | 53"71   |                                          |
| 20   | 2     | Yasmin Giger       | Svizzera           | 53"89   |                                          |
| 21   | 2     | Veronika Drljačić  | Croazia            | 54"04   |                                          |
| 22   | 5     | Cliodhna Manning   | Irlanda            | 54"21   | Miglior prestazione personale            |
| 23   | 4     | Andrianna Ferra    | Grecia             | 55"29   | Miglior prestazione personale stagionale |
| 24   | 3     | Milja Thureson     | Finlandia          | 55"82   |                                          |
| 25   | 1     | Drita Islami       | Macedonia del Nord | 55"86   |                                          |
| 26   | 1     | Duna Viñals        | Andorra            | 57"71   | Record nazionale                         |
| 27   | 4     | Norcady Reyes      | Gibilterra         | 1'01"71 |                                          |

### Semifinali
Si qualificano alla finale le prime tre atlete di ogni semifinale (Q).
| Pos. | Semi | Atleta             | Nazione     | Tempo | Note |
| ---- | ---- | ------------------ | ----------- | ----- | ---- |
| 1    | 1    | Lieke Klaver       | Paesi Bassi | 51"43 | Q    |
| 2    | 1    | Anna Kiełbasińska  | Polonia     | 51"67 | Q    |
| 3    | 1    | Lada Vondrová      | Rep. Ceca   | 52"12 | Q    |
| 4    | 2    | Femke Bol          | Paesi Bassi | 52"19 | Q    |
| 5    | 2    | Susanne Gogl-Walli | Austria     | 52"40 | Q    |
| 6    | 2    | Tereza Petržilková | Rep. Ceca   | 52"93 | Q    |
| 7    | 2    | Helena Ponette     | Belgio      | 53"07 |      |
| 8    | 2    | Henriette Jæger    | Norvegia    | 53"08 |      |
| 9    | 2    | Sharlene Mawdsley  | Irlanda     | 53"37 |      |
| 10   | 1    | Gunta Vaičule      | Lettonia    | 53"57 |      |
| 11   | 1    | Viivi Lehikoinen   | Finlandia   | 53"61 |      |
| 12   | 1    | Alice Mangione     | Italia      | 53"66 |      |

### Finale[3]
| Pos.    | Corsia | Atleta             | Nazione     | Tempo | Note                                     |
| ------- | ------ | ------------------ | ----------- | ----- | ---------------------------------------- |
| Oro     | 5      | Femke Bol          | Paesi Bassi | 49"85 |                                          |
| Argento | 6      | Lieke Klaver       | Paesi Bassi | 50"57 |                                          |
| Bronzo  | 3      | Anna Kiełbasińska  | Polonia     | 51"25 | Miglior prestazione personale stagionale |
| 4       | 4      | Susanne Gogl-Walli | Austria     | 51"73 | (.727)                                   |
| 5       | 2      | Lada Vondrová      | Rep. Ceca   | 51"73 | (.730)                                   |
| 6       | 1      | Tereza Petržilková | Rep. Ceca   | 52"81 |                                          |